# ジュディス・バトラー
ジュディス・バトラー（Judith P. Butler、1956年2月24日 - ）は、アメリカ合衆国の哲学者。
政治哲学・倫理学から現象学まで幅広い分野で活動するが、とくに現代フェミニズム思想を代表する一人とみなされている。現在、カリフォルニア大学バークレー校修辞学・比較文学科教授。

## 来歴
1956年、オハイオ州クリーヴランドでアシュケナージ系ユダヤ人（迫害を逃れドイツ語圏・旧東欧諸国に移住したユダヤ人）の家庭に生まれる。バトラーの回想によると幼少の頃から哲学書を耽読し、とくにキルケゴール『あれか、これか：ある人生の断片』やショーペンハウアー『意志と表象としての世界』、スピノザ『倫理学』などを愛読した。
生家の近くにあったシナゴーグに通う年齢になると、ラビの手ほどきでスピノザ神学やドイツ観念論を体系的に学んだ。高校を卒業すると、まずベニントン・カレッジ、ついでイェール大学で哲学を専攻したのち、1978年にイェール大学で哲学の博士号を取得。この間、フルブライト留学生としてドイツに滞在し、ハイデルベルク大学でガダマーの講義を受講している。
博士号取得後はウェズリアン大学で研究員として研究をつづけるかたわら、博士論文を改稿し『欲望の主体：ヘーゲルと二〇世紀フランスにおけるポスト・ヘーゲル主義』と題して出版した。1987−88年までプリンストン高等研究所で過ごしたあと、ジョージ・ワシントン大学で哲学の准教授に就任。バトラーが主著のひとつ『ジェンダー・トラブル』を執筆したのはこの頃である。ジョンズ・ホプキンス大学へ移ってそこに1993年まで教鞭をとったのちカリフォルニア大学バークレー校に移り、現在まで同校で研究を続けている。
1990年に刊行された『ジェンダー・トラブル』でバトラーは、ミシェル・フーコーによって先鞭をつけられたジェンダーとセクシュアリティ研究を大胆に推し進めた。また同書は政治哲学・ジェンダー学のみならず、文学批評からフェミニズム運動まで幅広い領域においてジェンダーと性的マイノリティをめぐる画期的な主張と受け止められ、バトラーは世界的な名声を博することになった。
以後『問題=物質となる身体』（1993）、『権力の心的な生』『触発する言葉』（ともに1997）から『アセンブリ―行為遂行性・複数性・政治』(2015)まで精力的に単著を発表しつづている。
またバトラーは研究者であると同時に活発な政治活動家でもあり、セクシュアリティに関わる数多くの政治団体に協力して頻繁に政治的発言を行っている。1994〜97年までニューヨークに本拠を置く「国際ゲイ・レズビアン人権委員会」の代表を務めたほか、アメリカによるアフガニスタンやイラク侵入、アブグレイブ収容所事件などに際しても抗議活動に加わっている。2012年テオドール・アドルノ賞受賞。

## ジェンダー・トラブル
研究活動の最初期からバトラーが一貫して関心を抱き続けているのは、欲望と主体の関係、つまり人間が物事を判断したり何かに欲望を向けたりするとき、何がそうした判断・欲望の主体となるのか、そうした行動は歴史・社会からどのような制約を受けて成り立っているのか、ということだった。近代社会は個人が「独立した主体として判断をくだす」ことが当然の前提となっているが、その主体性はそれほど自明なことだろうか、実際には歴史・社会による偶発的な制約が「主体」の中に複雑に入り込み、その「主体」の意識しないところでさまざまな抑圧を受けているのではないか、という問題意識がそこにはあった。
この問題意識を「ジェンダー」に即して展開したのが主著のひとつ『ジェンダー・トラブル』である。
セックスは自明か
本書においてバトラーは、まず「セックス」と「ジェンダー」という二つのカテゴリーを再検討する。それまでのフェミニズムは、「男女」という動かしがたい自然の性差（セックス）の上に「ジェンダー」という文化的な構築物が作られていると考え、後者の「ジェンダー」に由来する伝統的な性区分・性役割（「男は外で働き・女は家庭を守る」「男は強く・女は優しい」など）を批判することによって、女性の解放と権利向上を訴えてきた。
しかしバトラーによれば、「セックス」もすでに文化的な構築物にほかならない。人間の身体は実際にはどこからどこまでを「器官」と名づけるかが混沌としている「不連続な属性の塊」にすぎないのに、そこに歴史的・文化的な抑圧のもと胸やペニス・膣などを「性的部分」として切り分けてしまう作業によって、「男と女」という自然の性差が存在するかのように偽装されている。そうバトラーは主張する。
欲望する主体
性的欲望の主体であると同時に対象でもある存在として歴史的に広く受け入れられてきた「男／女」というカテゴリー自体が、一般に考えられているほど自明で堅固なものではなく、文化的な抑圧によって成り立っているという主張は、「自然の性差」を当然の前提としてきた従来のフェミニズム運動に根本的な再考を求めるものだった。同時にこれは「主体とは何か」というヘーゲルからフーコーにいたる西洋政治思想上の重要主題を現代的課題のもとに位置づけなおす試みでもあったため、本書は政治思想・倫理学から現象学まで、幅広い分野に大きな影響を及ぼした。
また「男女」という性区分が自然で古来不変のものならば、例えば同性愛者のような存在は「発達上の失敗または論理的不可能性」としてしか位置づけられないが、現実には、多くの社会・文化で多様な性的マイノリティは「つねに存在し、増殖している」。バトラーの考察は、それまでのフェミニズム運動がそうした性的マイノリティとの連帯を回避してきたことに対する批判であり、同時に「性的マイノリティ」という存在を思想史的に位置づけ、その政治活動に理論的基盤を与えようとする試みでもあった。
そのため本書は性的マイノリティの権利向上を訴える多くの政治団体によって画期的な書と受け止められ、現在ではLGBTQ運動の重要な理論的支柱として広く読み継がれている。

## 思想・エピソード
- 同性愛者であることを自ら公言するジュディス・バトラーは、クイア理論などを用いて、「異性愛は人為的につくりだされたものだ」と主張する。その論拠は同じく同性愛者であるところのフーコーに依拠しながら、性の体制が男女という「二項対立」で構成されていることを「抑圧」だと考えている[12]。
- レズビアンであることを公言しており、2006年1月に来日した際には、講演会場はさながらレズビアン・コミュニティーの祭りと化した[13]。
- ユダヤ教改革派の熱心な信者でもあり、ユダヤ系の出自であることを強く意識しており、近年の研究では、ユダヤ哲学に関心を持っている。なお、イスラエル・パレスチナ問題については、イスラエル政府による植民地支配的な統制、及びイスラエルでのユダヤ系市民によるアラブ系市民の迫害を厳しく批判している[14]。

### 反ジェンダー運動とトランス排除的ラディカル・フェミニズムに関するコメント
バトラーは2020年にトランス排除的ラディカルフェミニズムは「主流派の名において語ろうとする非主流派の運動であり、我々の責任はそれを拒否することだ」と述べた。2021年には反ジェンダー運動をファシストの動向として説明し、トランス、ノンバイナリー、ジェンダークィアを標的にしているそうした運動と手を組むことについて、自称フェミニストに対して警告をしている。2019年の論文で、バトラーは、「言説の混乱は、少なくともこれらの（反ジェンダー）運動のいくらかにおいて、ファシスト的な構造と魅力を構成するものの一部である。北半球からの文化的輸入物としてのジェンダーに反対することができると同時に、その反対運動そのものを、南半球のさらなる植民地化に反対する社会運動と見做すことができる。その結果は左翼への転向ではなく、民族的国家主義の受け入れなのだ」と論じている。

#### 「ガーディアン」紙のインタビュー
2021年9月7日、ガーディアンはジュールズ・グリーソンによるバトラーのインタビューを掲載し、これにはバトラーのトランス排除的フェミニスト（「ジェンダー批判的フェミニスト」あるいは「TERFs」）に対する批判が含まれていた。ウィスパ論争についての質問に対し、バトラーは「反ジェンダー・イデオロギーは我々の時代におけるファシズムの支配的な系統の一つである」と述べていた。公開から数時間以内に、この発言を含む3つの段落が削除されており、「この記事はインタビューが行われた後に発生した展開を反映するために2021年9月7日に編集された」と説明の注記がなされている。
その後「ガーディアン」は、ジュディス・バトラーがTERFをファシストと比較したことについて、検閲を行っていると非難された。イギリスの作家ロズ・カヴェニーはそれを「偏見に満ちた不正行為の本当にショッキングな瞬間」と呼び、イギリスのトランスジェンダー活動家で作家のジュノ・ドーソンは、検閲をしようという試みが、かえって宣伝になってしまうという、ストライサンド効果をガーディアンが不注意に引き起こしたと観察した。翌日、ガーディアンは「我々の編集基準における失敗」を認めた。

## 主な著作

### 単著
- Subjects of Desire: Hegelian Reflections in Twentieth-Century France, (Columbia University Press, 1987).

大河内泰樹・岡崎佑香・岡崎龍・野尻英一訳『欲望の主体――ヘーゲルと二〇世紀フランスにおけるポスト・ヘーゲル主義』（堀之内出版、2019年）
- Gender Trouble: Feminism and the Subversion of Identity, (Routledge, 1990).

竹村和子訳『ジェンダー・トラブル――フェミニズムとアイデンティティの攪乱』（青土社、1999年）
- Bodies that Matter: On the Discursive Limits of "Sex", (Routledge, 1993).  （佐藤嘉幸監訳、竹村和子・越智博美・河野貴代美・三浦玲一訳『問題＝物質（マター）となる身体――「セックス」の言説的境界について』以文社、2021年）

- Excitable Speech: A Politics of the Performative, (Routledge, 1997).

竹村和子訳『触発する言葉――言語・権力・行為体』（岩波書店、2004年）
- The Psychic Life of Power: Theories in Subjection, (Stanford University Press, 1997).

佐藤嘉幸・清水知子訳『権力の心的な生――主体化＝服従化に関する諸理論』（月曜社、2012年 ※絶版）
佐藤嘉幸・清水知子訳『［新版］権力の心的な生　主体化＝服従化に関する諸理論』（月曜社、2019年）
- Antigone's Claim: Kinship between Life & Death, (Columbia University Press, 2000).

竹村和子訳『アンティゴネーの主張――問い直される親族関係』（青土社、2002年）
- Giving an Account of Oneself: A Critique of Ethical Violence, (Koninklijke Van Gorcum, 2003).（佐藤嘉幸・清水知子訳『新版　自分自身を説明すること――倫理的暴力の批判』月曜社、2024）

- Precarious Life: the Powers of Mourning and Violence, (Verso, 2004).

本橋哲也訳『生のあやうさ――哀悼と暴力の政治学』（以文社、2007年）
- Undoing Gender, (Routledge, 2004).
- Giving An Account of Oneself, (Fordham University Press, 2005).

佐藤嘉幸・清水知子訳『自分自身を説明すること――倫理的暴力の批判』（月曜社、2008年）
- Frames of war: when is life grievable?, (Verso, 2009).

清水晶子訳『戦争の枠組――生はいつ嘆きうるものであるのか』（筑摩書房、2012年）
- Parting Ways: Jewishness and the Critique of Zionism, (Columbia University Press, 2012).

大橋洋一・岸まどか訳『分かれ道――ユダヤ性とシオニズム批判――』（青土社、2019年）
- Notes toward a Performative Theory of Assembly, (Harvard University Press, 2015).

佐藤嘉幸・清水知子訳『アセンブリ――行為遂行性・複数性・政治』（青土社、2018年）
- The Force of Nonviolence:An Ethico-Political Bind, (Verso,2020).

佐藤嘉幸・清水知子訳『非暴力の力』（青土社、2022年）
- What World Is This?: A Pandemic Phenomenology (Columbia University Press, 2022)（中山徹訳『この世界はどんな世界か？：パンデミックの現象学』青土社、2023）

### 共著
- Contingency, Hegemony, Universality: Contemporary Dialogues on the Left, with Ernesto Laclau and Slavoj Zizek, (Verso, 2000).

エルネスト・ラクラウ、ジュディス・バトラー、スラヴォイ・ジジェク/竹村和子、村山敏勝訳『偶発性・ヘゲモニー・普遍性――新しい対抗政治への対話』（青土社、2002年）
- Who Sings the Nation-State?: Language, Politics, Belonging, with Gayatri Spivak, (Seagull Books, 2007).

竹村和子訳『国家を歌うのは誰か？――グローバル・ステイトにおける言語・政治・帰属』（岩波書店、2008年）

### 共編著
- Feminists Theorize the Political, co-edited with Joan W. Scott, (Routledge, 1992).
- What's Left of Theory?: New Work on the Politics of Literary Theory, co-edited with John Guillory and Kendall Thomas, (Routledge, 2000).

## 関連文献
- Davies, Bronwyn. Judith Butler in Conversation: Analyzing the Texts and Talk of Everyday Life. London: Routledge, 2007.
- Kirby, Vicki. Judith Butler: Live Theory. New York: Continuum, 2006.
- Lloyd, Moya. Judith Butler: From Norms to Politics. Cambridge: Polity, 2007.
- Salih, Sarah, ed. The Judith Butler Reader. Oxford: Blackwell, 2004.
- Salih, Sarah. Judith Butler. London: Routledge, 2002. （サラ・サリー『ジュディス・バトラー』竹村和子ほか訳、青土社、2005）
- Thiem, Annika. Unbecoming Subjects: Judith Butler, Moral Philosophy, and Critical Responsibility. New York: Fordham University Press, 2008.
- 「総特集ジュディス・バトラー : 『ジェンダー・トラブル』から『アセンブリ』へ」（『現代思想　臨時増刊』青土社、2019年3月）
- 「総特集=ジュディス・バトラー」（『現代思想　臨時増刊』青土社、2006年10月）
- 「特集ジュディス・バトラー : ジェンダー・トラブル以降」（『現代思想』青土社 2000年12月）
- 藤高和輝『ジュディス・バトラー : 生と哲学を賭けた闘い』（以文社、2018）